# Antonio Jesús Vázquez Muñoz
Antonio Jesús Vázquez Muñoz (Santa Olalla del Cala, 18 gennaio 1980) è un ex calciatore spagnolo, di ruolo centrocampista.